# عمیر بن الولید
عمیر بن الولید (عربی: عمير بن الوليد الباذغيسي التميمي؛ درگذشته ۸۲۹) فرمانروای مصر در دوران خلافت عباسی بود.